# Parafia św. Andrzeja Apostoła w Zabrzu
Parafia Świętego Andrzeja Apostoła w Zabrzu – parafia metropolii katowickiej, diecezji gliwickiej, dekanatu zabrzańskiego Kościoła katolickiego obrządku łacińskiego. Powstała w XIV wieku.